# Juif
Juif é uma comuna francesa na região administrativa de Borgonha-Franco-Condado, no departamento Saône-et-Loire. Estende-se por uma área de 11,9 km². Em 2010 a comuna tinha 257 habitantes (densidade: 21,6 hab./km²).